# Brillante Calcio a 5
L'Associazione Sportiva Dilettantistica Brillante Calcio a 5 è stata una squadra italiana di calcio a 5 fondata nel 1986 a Roma.

## Storia
Appartiene di diritto alla storia del calcio a 5 italiano, avendo partecipato sin dal 1986 alla Serie A, con un terzo posto l'anno successivo nel corso della poule finale. La retrocessione in serie B al termine della stagione 1989/1990 ha avviato una fase di flessione per una squadra che ha visto giocare nelle proprie file personaggi come Agenore Maurizi, Paolo Minicucci, Enzo Daniele, Alessandro Pomposelli. La retrocessione nei campionati regionali di Serie C nel 1995 segna il punto più basso per la compagine romana che dopo una nuova ed efficiente programmazione, sotto la guida del presidente Di Gianvito, nella stagione 1999/2000 apre una nuova stagione di successi, conquistiamo Coppa Italia Regionale e Coppa Italia Nazionale e la Promozione al Campionato Nazionale di Serie B.

### Il ritorno in massima serie
La stagione successiva, 2000/2001 segna una nuova promozione, con una vittoria mai messa in discussione durante l'anno sfiorando il triplo salto in tre anni. La promozione sfiorata ma non ottenuta crea nella squadra una esigenza di rinnovamente e riprogrammazione che porta ad una stagione interlocutoria, ma già nella stagione 2003/2004 l'obiettivo dichiarato è la promozione nella serie maggiore, che è subito con il Reggio Calcio a 5 che riesce a spuntarla nelle ultime giornate, ma la Brillante sfrutta appieno le proprie potenzialità nei playoff promozione, eliminando l'Aversa, la Real Scafati ed infine la Lazio Calcio a 5 (poi ripescata), giungendo a coronare la rincorsa alla Serie A durata quattordici anni.

### La breve parentesi in Serie A
Malgrado la presenza tra le file capitoline del capitano della nazionale Salvatore Zaffiro, la Brillante disputa un solo campionato di massima divisione, la retrocessione della stagione 2004-05 non fa altro che dare la possibilità alla squadra capitolina di riprogrammare un nuovo tentativo di scalata, a partire proprio da Zaffiro, che nella stagione 2006-07 è il tecnico della Brillante.
Dopo otto stagioni consecutive di permanenza in Serie A2, nel luglio 2013 la squadra si fonde con il Torrino dando vita alla "Roma Torrino Futsal".

## Cronistoria
| Cronistoria della Brillante C5 |
| --- |
| - 1986 · Fondazione della Brillante C5. - 1986-87 · ? - 1987-88 · 3ª nel campionato italiano. 1ª nel girone B della fase nazionale. - 1988-90 · ? - 1990-93 · ? - 1993-94 · 2ª nel girone ? di Serie B. - 1994-99 · ? - 1999-00 · ? in Serie C1 Lazio. Promossa in Serie B. Vince la fase nazionale di Coppa Italia regionale (1º titolo). - 2000-01 · 1ª nel girone D di Serie B. Promossa in Serie A2. Sedicesimi di finale di Coppa Italia di Serie B. - 2001-02 · 2ª nel girone B di Serie A2. Semifinalista play-off promozione. - 2002-03 · 6ª nel girone B di Serie A2. Ottavi di finale di Coppa Italia di Serie A2. - 2003-04 · 2ª nel girone B di Serie A2. Promossa in Serie A. Vince i play-off promozione. Ottavi di finale di Coppa Italia di Serie A2. - 2004-05 · 14ª in Serie A. Retrocessa in Serie A2. - 2005-06 · 5ª nel girone B di Serie A2. Semifinalista play-off promozione. - 2006-07 · 2ª nel girone B di Serie A2. Semifinalista play-off promozione. Semifinalista di Coppa Italia di Serie A2. - 2007-08 · 3ª nel girone B di Serie A2. Semifinalista play-off promozione. - 2008-09 · 5ª nel girone B di Serie A2. Finalista play-off promozione. - 2009-10 · 7ª nel girone B di Serie A2. - 2010-11 · 8ª nel girone A di Serie A2. - 2011-12 · 6ª nel girone A di Serie A2. - 2012-13 · 7ª nel girone B di Serie A2. - 2013 · Fusione con il Torrino Sporting Club e nascita della Roma Torrino Futsal. |

## Società

### Organigramma
- Presidente: Marco Saolini
- Vice Presidente: Cesare Vitti
- Direttore Generale: Bruno Marconi

## Palmarès
- Campionato di Serie B

2001
- Coppa Italia Nazionale di Serie C

2000

### Competizioni regionali
- Campionato Regionale

2000
- Coppa Italia Regionale

2000

## Statistiche :Campione D'Italia Under-21 2005/2006

### Partecipazione ai campionati
| Livello | Categoria | Partecipazioni | Debutto   | Ultima stagione |
| ------- | --------- | -------------- | --------- | --------------- |
| 1°      | Serie A1  | 1              | 2004-2005 | 2004-2005       |

## Organico

### Rosa 2012/2013
| N° | Naz.                 | Ruolo      | Sportivo               | Anno       |  |  |
| -- | -------------------- | ---------- | ---------------------- | ---------- |  |  |
| 1  | Italia (bandiera)    | Portiere   | Marco Galati           | 23/06/1983 |  |  |
| 12 | Italia (bandiera)    | Portiere   | Giacomo Noschese       | 01/12/1988 |  |  |
| 1  | Italia (bandiera)    | Portiere   | Valerio Buccolini      | 15/04/1992 |  |  |
| 12 | Italia (bandiera)    | Portiere   | Sergio Tranquilli      | 01/03/1990 |  |  |
| 4  | Italia (bandiera)    | Universale | Daniele Gattarelli     | 16/08/1991 |  |  |
| 11 | Italia (bandiera)    | Universale | Giacomo Diamare        | 17/10/1991 |  |  |
| 6  | Italia (bandiera)    | Centrale   | Alessandro Macciocca   | 01/02/1989 |  |  |
| 2  | Italia (bandiera)    | Universale | Emanuele Abbatelli     | 21/04/1993 |  |  |
| 18 | Italia (bandiera)    | Universale | Mirco Onori            | 07/06/1989 |  |  |
| 7  | Italia (bandiera)    | Universale | Sergio Anzalone        | 16/04/1992 |  |  |
| 5  | Argentina (bandiera) | Centrale   | Alejandro Martin Fiore | -          |  |  |
| 8  | Brasile (bandiera)   | Centrale   | Vinicius Fino Machado  | 28/01/1986 |  |  |
| 3  | Brasile (bandiera)   | Laterale   | Cesar Sachet           | -          |  |  |
| 10 | Brasile (bandiera)   | Pivot      | Rafael Sanna           | 01/04/1987 |  |  |
| 13 | Italia (bandiera)    | centrale   | Leonardo Santilli      | 15/11/1993 |  |  |
| 14 | Italia (bandiera)    | Universale | Marco Patrizi          | 18/11/1993 |  |  |
|    | Italia (bandiera)    | Allenatore | Salvatore Zaffiro      | 22/09/1969 |  |  |

### Staff tecnico
- Direttore Sportivo: Walter Caprari
- Team Manager: Lamberto Lucatelli
- Allenatore: Salvatore Zaffiro
- 2º Allenatore:
- Preparatore atletico: Gianluca Briotti
- Preparatore portieri: Roberto Strabioli